# 兴文贤
兴文贤（高棉语： ហ៊ីង ប៊ុនហ៊ាង ） ，高棉族人，1957年1月1日出生於柬埔寨干拉省。现任柬埔寨王家军三军副司令兼洪森警卫队总司令。
他于1979年1月1日参军，在随后的十年间， 參與多地區的軍事行動，包括在马德望、珠山市、柏威夏、奥多棉芷及卜迭棉芷省等地边境地区的当萨、沈洛、玛莱、达干、国沙、奥拉、成功防止红色高棉武装攻夺政权。 
1977年，與班庄妮女士結婚。
2010年3月9日，他晉升為柬埔寨王家軍上將。
2011年3月7日，獲任命為柬埔寨王國總理洪森親王辦公室主任兼總理最高顧問，官階相當於國務大臣。